# UMAX 테크놀로지스
UMAX 테크놀로지스(UMAX Technologies, 중국어: 世成科技, 병음: Shìchéng Kējì), 원래 UMAX 컴퓨터 코퍼레이션으로 알려져 있었으며, 중화민국에 본사를 둔 스캐너, 마우스, 플래시 드라이브를 포함한 컴퓨터 제품 제조업체이다. 이 회사는 또한 야마다와 바오바 브랜드 이름을 사용한다.

## 역사
UMAX는 이전에 유럽 외 지역에서 슈퍼맥 브랜드 이름으로 애플 매킨토시 클론을 만들었다. 그들의 모델에는 SuperMac S900/S910, J700, C500, C500e/i/LT, C600e/v/LT/x 및 Aegis 200이 포함되었다. C500은 유럽에서 Apus 2000으로 판매되었다. 스티브 잡스가 새로운 CEO로 애플에 복귀한 후, 그는 UMAX를 제외한 모든 클론 생산자들의 맥 클론 생산 라이선스를 취소했다. 이는 애플이 강하지 않은 1,000달러 미만의 저가 제품 시장과 UMAX가 동아시아 시장에서 매킨토시 플랫폼의 입지를 확대하려는 의지 때문이었다. UMAX의 Mac OS 8 라이선스는 1998년 7월에 만료되었다. 그러나 UMAX는 이러한 시스템만을 판매해서는 수익을 유지할 수 없었다. 1990년대 중반에 잠시 IBM PC 호환기종 컴퓨터를 만들었지만, 그 이후 UMAX는 주로 스캐너 제조에 집중했다.
1995년 UMAX는 대만 스캐너 제조업체 중 선두였으며, HP에 이어 전 세계적으로 13%의 시장 점유율을 차지했다. 이는 1996년 내내 계속되었다. PC 데이터 수치에 따르면, 1997년 UMAX는 일부 월별 판매에서 잠시 HP를 추월했다. 그러나 같은 출처에 따르면, 1999년에는 HP의 스캐너 시장 점유율이 13%에서 26%로 두 배로 증가하면서 UMAX가 "가려졌다". 예를 들어 인도와 같이 가격 민감도가 높은 일부 시장에서는 UMAX가 1999년부터 2000년 내내 HP에 약간의 우위를 유지했으며, 이 두 회사는 해당 국가 스캐너 판매의 각각 44%와 40%를 차지했다. 이 중 85%는 10,000 루피 미만의 제품이었다. 2003년까지 HP와 캐논은 전 세계 평판 스캐너 시장을 지배했으며, "총 81%의 단위 시장 점유율을 차지했다."
2002년 UMAX는 미국 고객들에게 스캐너 드라이버 업그레이드 비용을 청구하기 시작했으며, 이는 곧 논란이 되었다.
2002년 데스크탑 스캐너 시장에서 철수할 때까지 하이델베르크 드룩마쉬넨은 UMAX를 이러한 제품의 OEM으로 사용했다.
UMAX는 또한 아스트라픽스 490이라는 1.3 메가픽셀 디지털 카메라를 만들었다. 이 카메라는 비디오 클립을 녹화하고, 웹캠으로 기능하며, MP3 형식으로 인코딩된 음악을 듣는 데도 사용할 수 있다.

## 스캐너

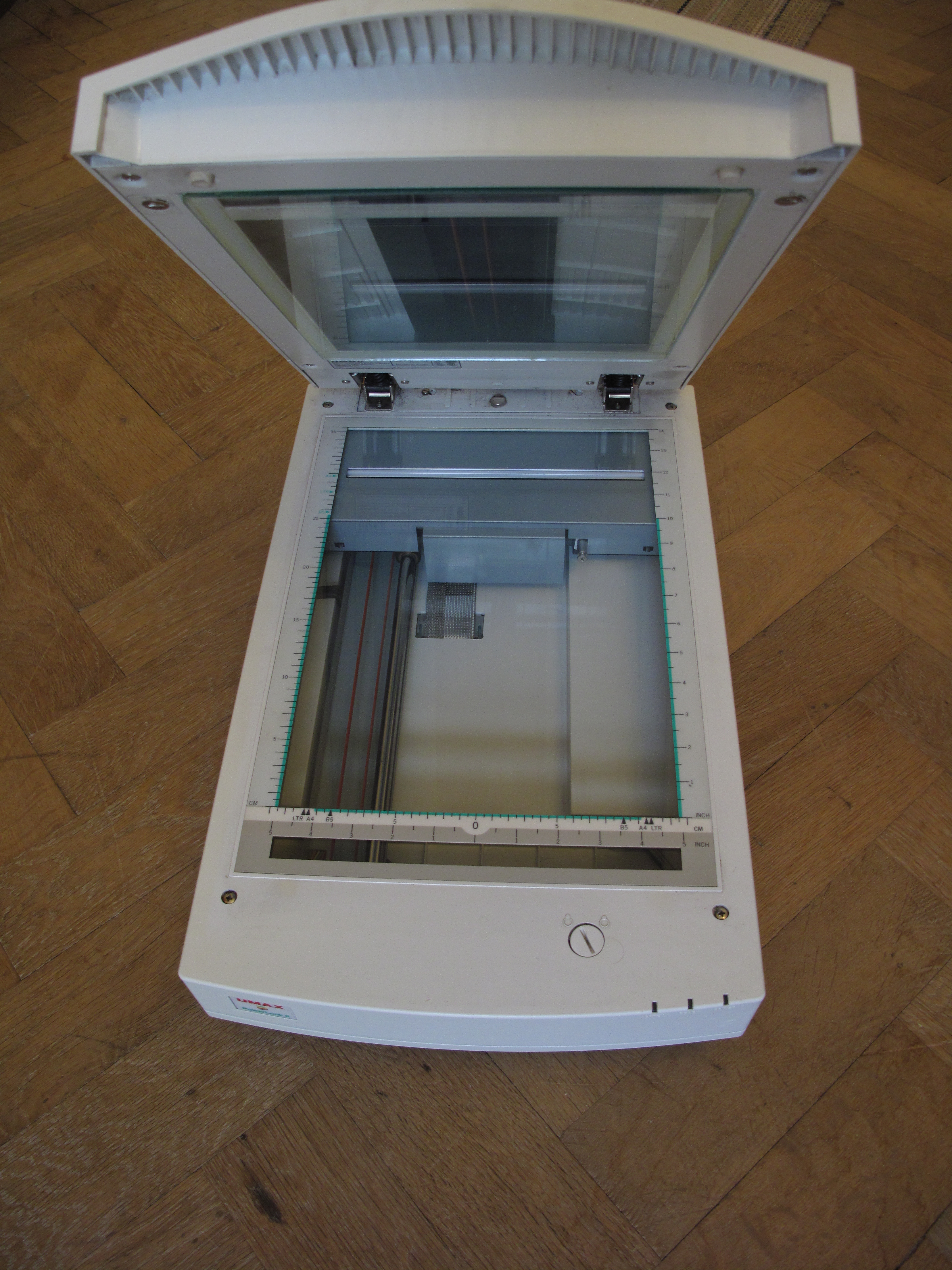
UMAX PowerLook II

- Astra 610S 및 1200S; 이들은 다른 많은 제조업체를 위해 복제 및 재포장(OEM)되었다.[14]
- Astra 1220P
- Astra 2000U
- Astra 2100U
- Astra 2400S, NCR 53C80 SCSI/Intel 8031 기반 600x1200dpi
- Astra 3450
- Astra 4900
- Astra 4950
- Astra 5600
- Astra 6700
- AstraSlim
- AstraSlim SE
- PowerLook 1000
- PowerLook 1120
- PowerLook 2100XL
- PowerLook 180
- PowerLook 270

## 스캐너 소프트웨어
UMAX는 마이크로소프트 윈도우 (최대 윈도우 XP) 및 Mac OS용으로 일부 준자유(일부 버전/업데이트는 유료이고 일부는 무료) 기본 스캐너 소프트웨어를 제공한다.
- VistaScan은 기본 TWAIN 스캐너 모듈로, 최신 버전에는 WIA 드라이버도 포함되어 있다. MagicScan에 비해 더 간단한 인터페이스를 특징으로 한다. 그러나 모든 버전이 모든 제품과 호환되는 것은 아니다. 일반적으로 3.55 이후 VistaScan 버전은 더 이상 SCSI 스캐너를 지원하지 않는다. UMAX의 독일 웹사이트에는 사용자가 스캐너에 적합한 버전을 선택할 수 있도록 돕는 (이중 언어) 웹페이지/마법사가 있다.[15]
- MagicScan은 VistaScan의 고급 버전으로, 더 숙련된 사용자를 위한 사용자 인터페이스를 가지고 있다. 저가형 스캐너(Astra 등)에는 함께 제공되지 않고 고급형(PowerLook) 스캐너에만 함께 제공되었다. 그러나 많은 저가형 UMAX 스캐너와 호환된다.[16][17] 4.71 이후 버전은 더 이상 SCSI 드라이버를 제공하지 않는다.

또한 UMAX는 더 정교한 (일반적으로 유료) 타사 사진 스캔/보정 소프트웨어를 제공한다.
- binuscan PhotoPerfect는 독립 실행형 응용 프로그램이며 MagicScan용 플러그인을 가지고 있다. PhotoPerfect는 고급 스캐너와 함께 번들로 제공되거나[17][18] 다른 스캐너용으로는 별도로 판매된다.[19]
- SilverFast는 많은 UMAX 스캐너(특히 SCSI 스캐너)와 호환된다. 보급형(SE) 버전은 일부 최신 UMAX 스캐너와 함께 제공된다.[20][21] 다른 스캐너용으로는 별도로 제공된다.[22][23]

광학 문자 인식을 위해 일부 UMAX 스캐너는 OmniPage와 함께 제공되었고, 다른 스캐너는 ABBYY FineReader와 함께 제공되었다.
유닉스 SANE 소프트웨어는 UMAX SCSI 스캐너를 일반적으로 잘 지원하며, 다른 스캐너(USB, FireWire, 병렬)에 대한 지원 정도는 다양하다.

## 같이 보기
- 대만의 기업 목록